# Liens de parenté entre les Estouteville et les Plantagenêt
Voir l'article Guillaume d'Estouteville (apr. 1400-1483), cardinal (en 1439), abbé du mont Saint-Michel (de 1444 à 1483), abbé de l'abbaye Saint-Ouen de Rouen et de Montebourg et archevêque de Rouen (de 1453 à 1483), légat du pape en 1452 et à ce titre coresponsable de l'enquête ecclésiastique préliminaire au procès de nullité de la condamnation de Jeanne d'Arc puis, en 1455-1456, hôte du procès lui-même en son archevêché de Rouen.
Voir aussi l'article : Liens de parenté entre les Estouteville et les Valois.

## Parenté avec les Plantagenêt
Les Estouteville étaient également apparentés, à un degré légèrement plus éloigné, de quatre autres descendants de Philippe le Bel, roi de France et frère aîné de Charles de Valois :
- Henri V (1387-1422), roi d'Angleterre (1413-1422) (père d'Henri VI ci-dessus),
- son frère Jean de Bedford (1389-1435), régent de France (1422-1435),
- son frère Humphrey de Gloucester (1390-1447), régent d'Angleterre (1422-?),
- leur oncle illégitime Henri Beaufort (1375-1447), dit le « cardinal de Winchester », qui assista à l'ensemble du procès de condamnation de Jeanne d'Arc et s'entretint plusieurs fois avec la prisonnière.

```
Philippe III le Hardi
 (1245-1285=
roi de France (1270-1285)
x 1262 : 
Isabelle d'Aragon
 (1247-1271)
│
├──> 
Philippe IV le Bel
 (1268-1314)
│    roi de France (1285-1314)
│    x 1284 : 
Jeanne 
I
re
 de Navarre
 (1271-1305)
│    │
│    └──> 
Isabelle de France
 (1292-1358)
│         x 1308 : 
Édouard II d'Angleterre
 (1284-1327)
│         │
│         └──> 
Édouard III d'Angleterre
 (1312-1377)
│              roi d'Angleterre (1327-1377)
│              x 1328 : 
Philippe de Hainaut
 (v. 1312-1369)
│              │
│              └──> 
Jean de Gand
 (1340-1399)
│                   entre autres duc de Lancastre (1362-1399)
│                   │
│                   x 1359 : 
Blanche de Lancastre
 (1351-1368)
│                   │
│                   ├──> 
Henri IV d'Angleterre
 (1367-1413)
│                   │    roi d'Angleterre (1399-1413)
│                   │    x 1380 : 
Marie de Bohun
 (1370-1394)
│                   │    │
│                   │    ├──> 
Henri V d'Angleterre
 (1387-1422)
│                   │    │    roi d'Angleterre (1413-1422)
│                   │    │    x 1420 : 
Catherine de France
 (1401-1437)
│                   │    │    │
│                   │    │    └──> 
Henri VI d'Angleterre
 (1421-1471)
│                   │    │         roi d'Angleterre (1422-1471)
│                   │    │         proclamé roi de France en 1422 et couronné à Paris en 1431
│                   │    │
│                   │    ├──> 
Jean de Bedford
 (1389-1435)
│                   │    │    régent de France (1422-1435)
│                   │    │
│                   │    └──> 
Humphrey de Gloucester
 (1390-1447)
│                   │         régent d'Angleterre (1422-?)
│                   │
│                   x 1397 : Catherine Roet ou Catherine Swynford (1350-1403)
│                   sans légitimation des quatre enfants nés antérieurement au mariage
│                   │
│                   └──> 
Henri Beaufort
 (1375-1447), dit « le cardinal de Winchester »
│                        évêque de Winchester, cardinal, protagoniste du 
procès de Jeanne d'Arc
 
│
└──> 
Charles de Valois (1270-1325)

     entre autres comte de Valois et comte d'Alençon
     x 1308 : 
Mahaut de Châtillon
 (1293-1358)
     │
     └──> 
Isabelle de Valois
 (1313-1383)
          x 1336 : 
Pierre 
I
er
 de Bourbon
 (v. 1311-1356)
          │
          └──> 
Catherine de Bourbon
 (v. 1342-1427)
               x 1359 : 
Jean VI d'Harcourt
 (1342-1389)
               │
               └──> 
Marguerite d'Harcourt

                    x v. 1396 : 
Jean d'Estouteville
 (1378-1435)
                    │
                    ├──> 
Louis d'Estouteville
 (1400-1464)
                    │
                    └──> 
Guillaume d'Estouteville
 (apr. 1400-1483)
```